# Chimakum

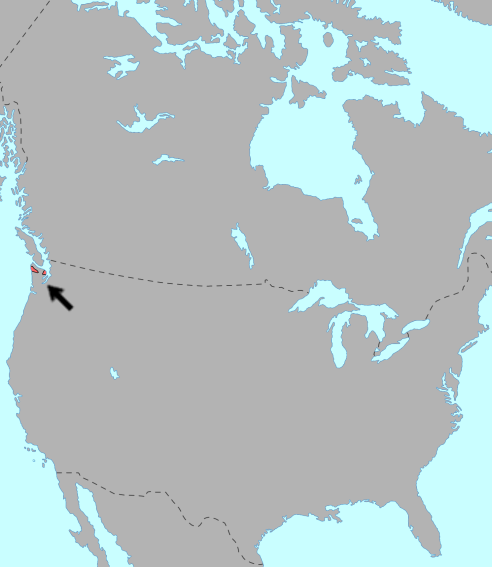
Territorio di origine dei popoli parlanti la lingua chimakum: i chimakum a est, i quileute a ovest

I chimakum, chiamati anche chemakum o chimacum (il loro nome è propriamente aqokúlo; qualche volta venivano chiamati indiani di Port Townsend) erano un popolo nativo americano che visse nella parte nordorientale della Penisola Olimpica, tra l'Hood Canal e la Discovery Bay, fino alle metà del diciannovesimo secolo. I loro principali insediamenti erano siti a Port Townsend Bay, nella Penisola di Quimper, e a Port Ludlow. Nonostante alcuni membri possano essersi mescolati con gli skokomish della Riserva degli skokomish, con gli s'Klallam e con i klallam, i chimakum sono estinti.
I membri del popolo dei chimakum erano 400 nel 1780, 90 nel 1855. Il censimento degli Stati Uniti d'America del 1910 ne riporta solo tre. Attualmente vi sono persone che si identificano come chimakum o discendenti dei chimakum.
Chimakum Creek e Chimacum, località situate nella Chimacum Valley, devono il loro nome ai chimakum.

## Lingua
Il linguaggio Chemakum è stata una delle due lingue Chimakuan e molto simile al linguaggio Quileute. È ormai estinto. Si era parlato fino al 1940 sul lato est della penisola olimpica tra Port Townsend e Hood Canal. Il Chimakum nome (o Chemakum) è una versione anglicizzato di una parola Salishan per il popolo Chimakum, come ad esempio la parola Twana čəbqəb [t͡ʃəbqəb] (in precedenza [t͡ʃəmqəm]).
Nel 1890 l'antropologo Franz Boas ha trovato solo tre altoparlanti della lingua Chemakum, e loro lo parlavano imperfettamente.

## Storia
Secondo la tradizione Quileute, i Chimakum erano un residuo di una banda Quileute.  Il Chimakum erano stati portati via nelle loro canoe da una grande inondazione attraverso un passaggio nelle montagne olimpiche e depositati sul lato opposto della Penisola Olimpica.
I Chimakum avevano la reputazione di essere guerrieri. Poco prima del 1790 stavano combattendo un certo numero di tribù, tra cui il Snohomish, Snoqualmie, Klallam, Makah e Ditidaht (o Nitinaht).
Nel 1847 un disastroso conflitto con la Suquamish aveva devastato i Chimakum, spazzandoli via. Secondo Wahélchu del Suquamish, vari conflitti e le tensioni tra le Suquamish e Chimakum avevano raggiunto il punto in cui i Suquamish avevano deciso di lanciare la "guerra di sterminio" appena qualche provocazione immediata sarebbe stata offerta. Fu organizzato un partito della guerra e ci furono almeno due pretesti per la guerra. Perché Capo Kitsap, il capo di guerra Suquamish, o era morto o incapace di piombo, Capo Seattle, per il quale la città di Seattle è stata nominata, divenne il leader della guerra contro i Chimakum. I Suquamish sotto Capo Seattle furono assistiti da circa 150 guerrieri Klallam. In poco tempo i Chimakum erano limitati ad un villaggio con una palizzata, che si trova vicino alla foce del Chimakum Creek, nei pressi dell'odierna Irondale. Il villaggio fu nominato Tsetsibus, o C'íc'abus, e fu a lungo un punto di incontro importante. I guerrieri Suquamish si nascosero nei pressi del villaggio e aspettarono una buona occasione per attaccare. Una famiglia Chimakum lasciò il villaggio e si diresse a nord, passando per il Suquamish nascosti. Il padre è stato riconosciuto come l'uomo responsabile della morte del rispettato Suquamish Tulébot, che era stato uno dei pretesti per la guerra. Il Suquamish immediatamente sparò una raffica di proiettili. Molti degli abitanti del villaggio Chimakum si precipitarono per aiutare l'uomo e la sua famiglia. Vedendo il paese quasi vuoto, i Suquamish si precipitarono tra i boschi ed entrarono nel paese da dietro. Una volta che il loro numero all'interno della palizzata era sufficiente, i Suquamish aprirono il fuoco sui Chimakum all'interno del villaggio. I Chimakum furono presi di sorpresa ed erano incapaci di resistere o scappare. Secondo Edward S. Curtis, raccontando Wahélchu sta dicendo, "la pioggia di proiettili li rapida falciati". Donne e bambini furono catturati e portati via come schiavi. I Suquamish remarono via, lasciando l'ultimo villaggio Chimakum in rovina e quasi tutte le persone o morti o catturati. Uno dei pochi Suquamish morti nell'incontro fu il figlio maggiore del capo Seattle.
I pochi Chimakum sopravvissuti, tra cui il capo principale che era andato al monte presto quella mattina, successivamente aderì Twana, o Skokomish, a capo di Canal Hood. Dopo l'estinzione della Chimakum fu occupato il loro paese dalla Klallam.
Nel 1855 i Twana e i Chimakum, insieme ai Klallam, firmarono il Trattato di Point No Point Treaty, che ha istituito una prenotazione presso la foce del fiume Skokomish vicino all'estremità meridionale del Canale di Hood. Uno dei firmatari Chimakum del trattato è stato capo Kulkakhan, noto anche come generale Pierce.
Il Point No Point Treaty richiese ai Klallams per passare alla Prenotazione Skokomish, ma pochi lo hanno fatto. Nel 1936-37 il governo federale istituì per la prenotazione Klallam Elwha inferiore e le comunità di Port Gamble. La comunità di Jamestown non fu riconosciuta dal governo federale fino al 1981. Il Klallams depositò un reclamo presso la Commissione Indiana le richieste di risarcimento, oltre a quello già concesso per le terre ceduto sotto il non trattato Point No Point Treaty. Il Klallams ha affermato che i Chimakums erano quasi estinti, al momento del Point No Point Treaty. Nessun trattato Point No Point Treaty e che quei pochi Chimakums furono assorbiti nella tribù Klallam. I Klallams avevano occupato le vecchie terre Chimakum e sostennero come loro. Nel 1957 la Commissione ha riconosciuto la pretesa Klallam di possesso delle terre Chimakum al momento del trattato e compensazione concessa di oltre 400000 $.